# أوج (اسم)
أَوْج هو اسم علم مذكر من أصل عربي، ومعناه هو العلو والبعد.